# Kostel svatého Petra a Pavla (Malá Úpa)
Kostel svatého Petra a Pavla je římskokatolický, neorientovaný filiální, bývalý farní kostel v Malé Úpě, místní části Dolní Malá Úpa. Patří do farnosti Janské Lázně. Je chráněn jako kulturní památka. Je situován přímo v historickém centru obce, vlevo při komunikaci na Horní Malou Úpu v nadmořské výšce 975 m. V době vzniku byl nejvýše položeným kostelem v Čechách, v současné době je čtvrtým nejvýše položeným kostelem v ČR po kostelech na Kvildě, Božím Daru a kostelu sv. Tomáše u Lipna.

## Historie
O výstavbě kostela a zřízení lokálie rozhodl římský císař a budoucí český král Josef II., který obec navštívil v doprovodu generála Laudona dne 12. září 1779. Tuto událost připomíná deska s pamětním nápisem a rakouskou orlicí na vítězném oblouku uvnitř kostela. Zároveň místním horalům přislíbil, že se zasadí i o stavbu hřbitova a školy. Kostel byl zasvěcen svatým Petrovi a Pavlovi 22. února 1791. Lokálie byla později povýšena na farnost.
Dne 10. září 1806 ve 20.45 po zásahu bleskem tehdejší dřevěný kostel vyhořel. Škola naproti kostelu požár přečkala. Na místě původního kostela byla okamžitě zahájena výstavba nového, pozdně barokního zděného kostela a 18. října 1809 byla sloužena první mše svatá v novém kostele. Při stém výročí byl na stropním oblouku mezi presbytářem a lodí umístěn pamětní nápis s letopočtem 1791 a rakouskou orlicí. V roce 1889 proběhla větší renovace kostela. Další oprava proběhla za těžkých podmínek v roce 1986.

## Architektura
Zděný jednolodní kostelík obklopený hřbitovem. Obraz patronů kostela zdobí hlavní oltář. Hornickou minulost obce dokládá sv. Barbora a hornický znak na bočním oltáři.

## Bohoslužby
Bohoslužby se konají v neděli od 15.00, jednou měsíčně v době letního času. Nejvýznamnější mše je při svátku patronů kostela.